# Jüdischer Friedhof (Hennen)

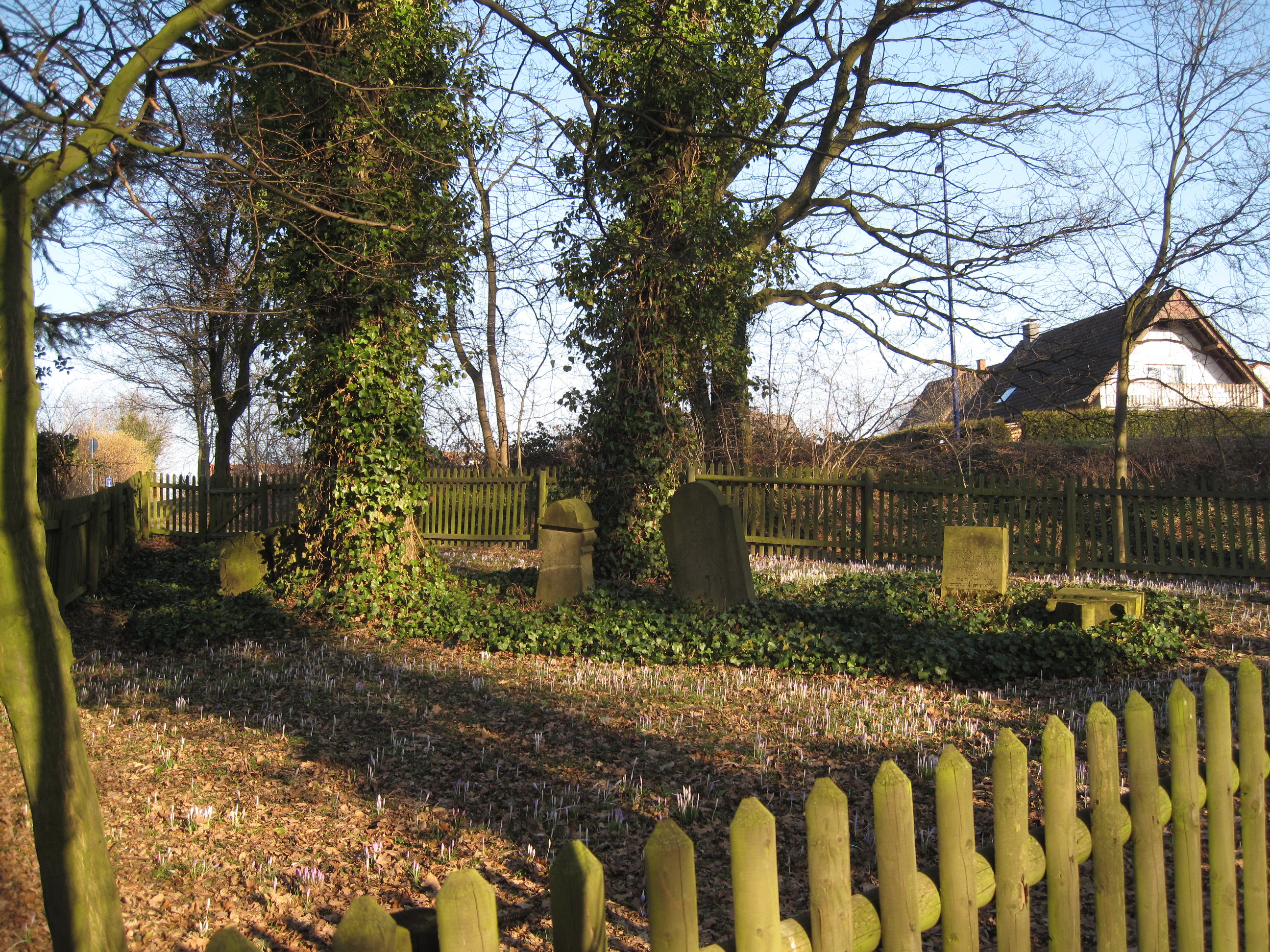
Jüdischer Friedhof Hennen (2011)

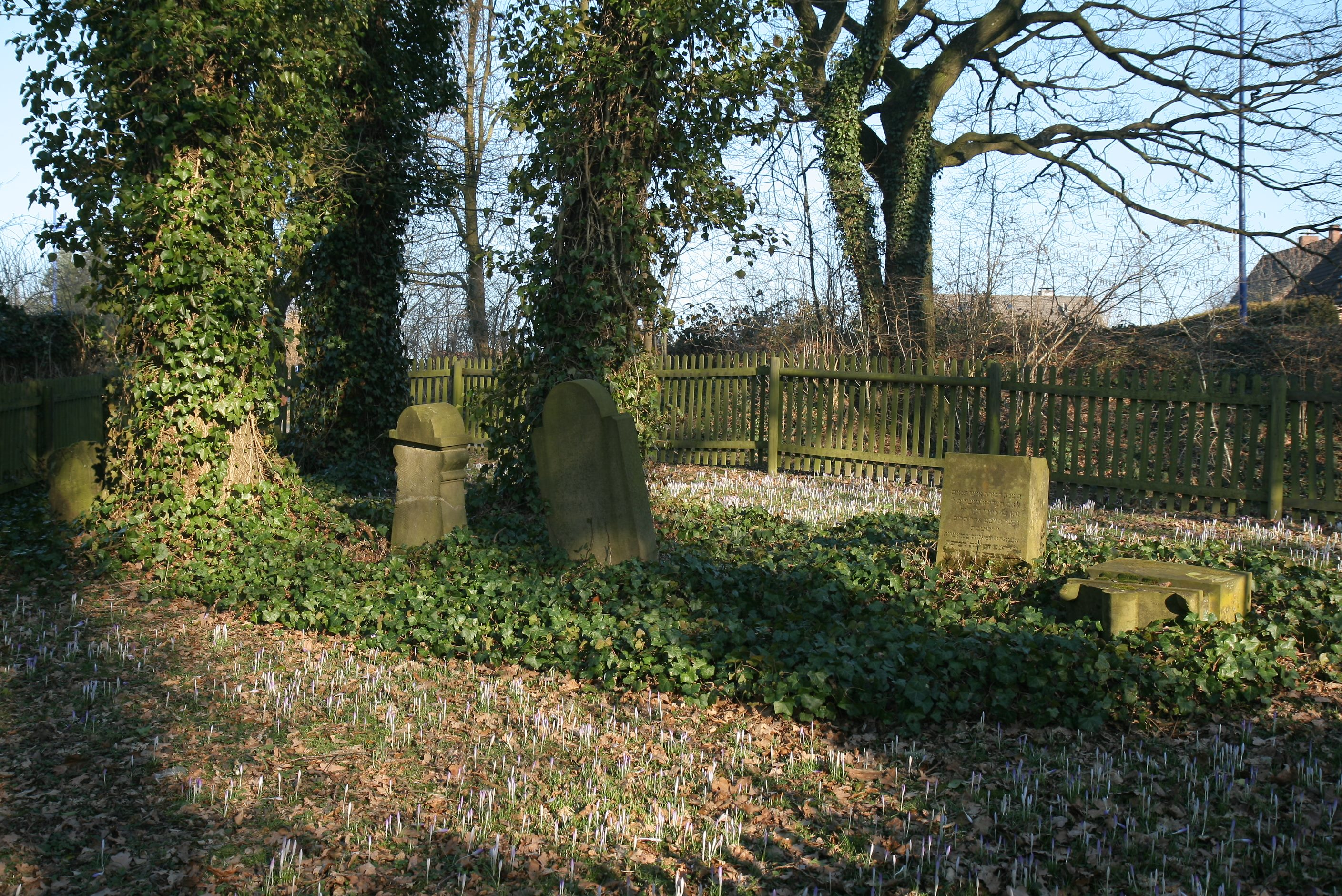
Jüdischer Friedhof Hennen (2011)

Der Jüdische Friedhof Hennen ist ein jüdischer Friedhof in Hennen, einem Stadtteil von Iserlohn in Nordrhein-Westfalen. Er ist ein Baudenkmal.

## Geschichte
Der Friedhof an der Straße In der Waldemay wurde im Zeitraum um 1700 bis 1920 belegt. Die acht noch vorhandenen Grabsteine befinden sich vermutlich nicht mehr an ihrem ursprünglichen Platz. Auch Personen jüdischen Glaubens in Ergste (bis 1873), Dellwig (ca. 1907) und Altendorf nutzten den Friedhof in Hennen.